# مونيكا غودوي
مونيكا غودوي (بالإسبانية: Mónica Godoy)‏ هي ممثلة تشيلية، ولدت في 9 مايو 1976 في سانتياغو في تشيلي.

## وصلات خارجية
- مونيكا غودوي على موقع IMDb (الإنجليزية)
- مونيكا غودوي على موقع ألو سيني (الفرنسية)
- مونيكا غودوي على موقع أول موفي (الإنجليزية)
- مونيكا غودوي على موقع قاعدة بيانات الفيلم (الإنجليزية)
- مونيكا غودوي على موقع كينوبويسك (الروسية)